# Wasserwerk Duisburg-Mündelheim
Das Wasserwerk Duisburg-Mündelheim ist ein Wasserwerk im Tal des Rheins am Hirtenweg 30 im Mündelheimer Rheinbogen in Duisburg. Es wird von der Rheinisch-Westfälischen Wasserwerksgesellschaft (RWW) betrieben.
Zum Schutz gegen Luftangriffe wurde das Maschinenhaus 1939 bis 1941 im Stil eines rheinischen Bauernhofs gebaut.  Es diente vor allem der Wasserversorgung für die Schwerindustrie. Gefördert werden Rheinuferfiltrat sowie Grundwasser für die Rohwassergewinnung. Es ist mit den Ruhrwasserwerken von RWW vernetzt. Das Mündelheimer Wasserschutzgebiet ist 620 ha groß.